# Réduction de Jordan
Pour les articles homonymes, voir Jordan.
Ne doit pas être confondu avec la décomposition de Jordan.
La réduction de Jordan est la traduction matricielle de la réduction des endomorphismes introduite par Camille Jordan. Cette réduction est employée, en particulier en analyse pour la résolution d'équations différentielles ou pour déterminer le terme général de certaines suites récurrentes. On la nomme parfois jordanisation des endomorphismes.
Elle consiste à exprimer la matrice d'un endomorphisme dans une base, dite base de Jordan, où l'expression de l'endomorphisme est réduite. La réduction consiste à déterminer une décomposition de Dunford, c'est-à-dire à trouver un endomorphisme diagonalisable et un endomorphisme nilpotent tels que les deux commutent et que leur somme soit égale à l'endomorphisme initial puis, sur chaque sous-espace caractéristique, on effectue une réduction de Jordan. Cette dernière est un cas particulier de la décomposition de Frobenius dans le cadre spécifique d'un endomorphisme nilpotent.

## Construction de la base de Jordan
Soit u un endomorphisme d'un espace vectoriel E (sur un corps K) dont le polynôme minimal est scindé. u possède alors les propriétés suivantes :
- E est la somme directe des sous-espaces caractéristiques de u. Le sous-espace caractéristique associé à la valeur propre λ est noté ici Eλ.
- La restriction de u à Eλ est la somme d'une homothétie de rapport λ et d'un endomorphisme nilpotent noté nλ.

Ces résultats sont démontrés dans l'article « Décomposition de Dunford ».
- Pour chaque λ, il existe une base (eλ,1, eλ,2, … , eλ, pλ) de Eλ  telle que nλ(eλ,1) = 0 et pour j = 2, … , pλ, nλ(eλ,j) est nul ou égal à eλ,j–1.

Ce résultat est démontré dans l'article « Endomorphisme nilpotent ».

## Blocs de Jordan
On appelle bloc de Jordan de paramètre {\displaystyle \lambda } et d'échelon {\displaystyle k}, toute matrice (à coefficients dans le corps K) de la forme :
Cette matrice est nilpotente si et seulement si λ est nul.

## Jordanisation d'un endomorphisme dans un corps algébriquement clos
On considère un endomorphisme d'un espace vectoriel de dimension finie, de polynôme caractéristique scindé. Le théorème de Jordan-Hölder nous informe qu'il admet une représentation matricielle diagonale par blocs de la forme : 
où les scalaires λi sont les valeurs propres de l'endomorphisme considéré. 
Ainsi sur un corps algébriquement clos comme le corps ℂ, tout endomorphisme admet une décomposition de ce type.
Attention : il n'y a pas « a priori » un bloc de Jordan pour chaque valeur propre, plusieurs λi peuvent avoir la même valeur.

### Propriétés des blocs
Prenons un endomorphisme u  admettant une telle représentation.
On étudie une valeur propre particulière λ de l'endomorphisme u. On regroupe les vecteurs associés aux blocs Jk(λ). Ils forment le sous-espace caractéristique Eλ. C'est un sous-espace stable sur lequel u – λId induit un endomorphisme nilpotent nλ.
- La multiplicité algébrique de λ (multiplicité dans le polynôme caractéristique) est égale à la dimension de Eλ, ou encore à la somme des tailles des blocs Jk(λ).
- La multiplicité de λ dans le polynôme minimal est égale à l'indice de nilpotence de l'endomorphisme nλ, ou encore à la taille du plus grand des blocs Jk(λ).
- La multiplicité géométrique de λ (dimension du sous-espace propre associé) est égale au nombre des blocs Jk(λ).

### Application aux classes de similitude des matrices
Sur un corps K algébriquement clos, deux matrices sont semblables si et seulement si elles ont la même écriture en blocs de Jordan, à l'ordre près des blocs.
Si K n'est pas algébriquement clos, il suffit de considérer une extension L de K algébriquement close (l'existence étant garantie par le théorème de Steinitz). En effet, deux matrices sont semblables sur K si et seulement si elles sont semblables sur L, et donc on peut généraliser le paragraphe précédent.

### Tableaux de Young

#### Notations
Soient {\displaystyle K} un corps, {\displaystyle E} un {\displaystyle K}-espace vectoriel de dimension finie {\displaystyle n\in \mathbb {N} ^{*}} et {\displaystyle f\in \mathrm {End} _{K}(E)} un endomorphisme {\displaystyle K}-linéaire de {\displaystyle E}. On suppose qu'il existe un entier {\displaystyle d} tel que {\displaystyle f} soit nilpotent d'échelon {\displaystyle d}. Pour tout entier {\displaystyle k\in \mathbb {N} }, on note {\displaystyle n_{k}=\dim \mathrm {Ker} f^{k}}.

#### Réduction
Le théorème de réduction de Frobenius affirme alors qu'il existe un entier {\displaystyle m\in \mathbb {N} ^{*}}, des entiers strictement positifs {\displaystyle (r_{j})_{1\leq j\leq m}} et des sous-espaces {\displaystyle (E_{j})_{1\leq j\leq m}} tels que :
1. {\displaystyle E=\bigoplus _{j=1}^{m}E_{j}} ;
2. pour tout {\displaystyle 1\leq j\leq m}, le sous-espace {\displaystyle E_{j}} est stable par {\displaystyle f} ;
3. pour tout {\displaystyle 1\leq j\leq m-1}, {\displaystyle r_{j}\geq r_{j+1}} ;
4. le sous-espace {\displaystyle (E_{j},f_{|E_{j}})} est cyclique de polynôme minimal {\displaystyle X^{r_{j}}}.

#### Tableaux de Young

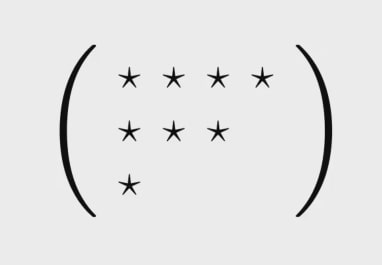
Exemple du tableau de Young d'une réduction de Jordan de paramètres et.

On définit alors le tableau de Young de {\displaystyle (E,f)} comme le tableau constitué de {\displaystyle m} lignes alignées sur la gauche et tel que la {\displaystyle j}-ième ligne comporte {\displaystyle r_{j}} cases. 
On peut montrer que le nombre d'étoiles sur la colonne {\displaystyle i} donne le nombre de blocs de Jordan de la réduction dont la taille est supérieure ou égale à {\displaystyle i}.
On peut également montrer que quel que soit l'entier {\displaystyle 1\leq i\leq r_{1}}, la hauteur de la colonne {\displaystyle i} est donnée par la formule {\displaystyle h_{i}=n_{i}-n_{i-1}}. Noter à ce sujet que l'on a, pour tout {\displaystyle 1\leq i\leq m}, {\displaystyle n_{i}=\dim \mathrm {Ker} f^{i}=\sum _{k=1}^{m}\min(i,r_{k})}.

Illustration de la méthode à appliquer pour passer du tableau de Young d'une matrice à celui d'une de ses puissances. Ici, on passe du tableau de Young d'une matrice dont la réduction de Jordan est de paramètres et à celui de.

Les tableaux de Young permettent par exemple d'obtenir les invariants de similitude d'une matrice donnée {\displaystyle A} ou bien de connaître instantanément la réduction de Jordan de {\displaystyle A^{n}}. Pour ce faire, il suffit de mettre bouts à bouts les colonnes de {\displaystyle 1} à {\displaystyle n} du tableau de Young de {\displaystyle A} puis de réitérer l'opération en concaténant les {\displaystyle n} colonnes suivantes et ainsi de suite. Bien entendu, lorsqu'il ne reste plus suffisamment de colonnes, il suffit de considérer des colonnes vides. 
L'opération inverse est envisageable mais est beaucoup plus délicate pour des entiers {\displaystyle n\geq 3}.

## Réduction de Jordan et systèmes différentiels
Un système d'équations différentielles linéaires en y peut se réduire à une équation différentielle matricielle d'ordre 1 : u' (t) = Au(t) et la condition initiale u (0) = u0, où u(t) est un vecteur colonne contenant les dérivées successives de y. La résolution est alors explicite lorsque le système d'équations différentielles est à coefficients constants : u (t) = exp (tA) u0. L'avantage de la forme normale de Jordan réside dans la facilité de calculs des puissances des matrices des blocs de Jordan. En effet, l'exponentielle d'un bloc de Jordan de taille p est 
On voit de cette manière l'intérêt calculatoire de cette méthode.